# Herrerazaur
Herrerazaur (Herrerasaurus) – jeden z najwcześniejszych dinozaurów, należących do teropodów.
Nazwa rodzajowa Herrerasaurus oznacza jaszczura Herrery. Victorino Herrera był argentyńskim rolnikiem, który odnalazł szczątki pierwszego herrerazaura.

## Synonimy
- Ischisaurus cattoi
- Frenguellisaurus ischigualastensis

## Występowanie
Herrerazaur występował w okresie późnego triasu (karnik) – (około 228 mln lat temu) – na terenach dzisiejszej Argentyny.

## Opis

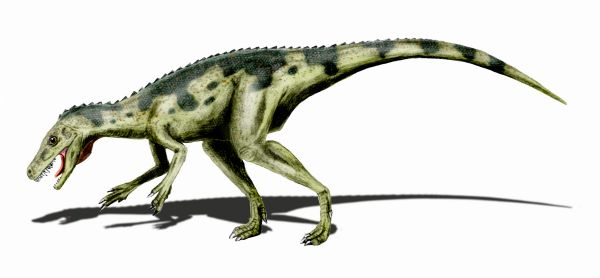

Herrerazaur był bardzo prymitywnym teropodem, o lekkiej budowie ciała. Jego kości były pneumatyczne i miały cienkie ścianki. Herrerazaur miał długie kończyny przednie, które zakończone były pięcioma palcami. Na końcach trzech z nich umieszczone były sierpowate pazury. Palce czwarty i piąty były zredukowane. Ostatni zaledwie do pojedynczej kości śródręcza. Kciuk był ustawiony przeciwstawnie do pozostałych palców. W przeciwieństwie do innych teropodów herrerazaur miał najdłuższy trzeci a nie drugi palec. Kończyny tylne herrerazaura były muskularne i o ponad połowę dłuższe od kończyn przednich. Dzięki lekkiej budowie ciała i długim kończynom tylnym, herrerazaur mógł szybko biegać. Podobnie jak u większości teropodów i ptaków pierwszy palec jego nogi był skierowany do tyłu. Jego miednica zawiera mały eliptyczny otwór w środku panewki. Kość łonowa jest skierowana do tyłu, a jej końcówka ma kształt buta. Środek kręgu jest w kształcie klepsydry.  Czaszka herrerazaura była długa i wąska. Miała dość prymitywną budowę i przypominała czaszki innych archozaurów. W czaszce herrerazaura znajdowało się 5 par otworów. Dwie z nich stanowiły nozdrza i oczodoły. W szczęce i żuchwie herrerozaura znajdowały się dodatkowe stawy, które umożliwiały szerokie rozwieranie paszczy. Zęby herrerozaura miały sztyletowaty kształt i ząbkowane krawędzie.

## Wielkość
- Wysokość: 1,1 m[2]
- Długość: 3–6 m[3]
- Masa: 250–350 kg[2]
- Długość głowy: 56cm[2]

## Behawior i etologia
Herrerazaur polował prawdopodobnie na niewielką zdobycz. W koprolitach należących do herrerazaura znaleziono kawałki kości. Jego pożywieniem były m.in. wczesne dinozaury ptasiomiedniczne takie jak pisanozaur oraz rynchozaury. Sam też miał wrogów – dziury w czaszce jednego ze szkieletów świadczą, że ten osobnik padł ofiarą zaurozucha. 

## Filogeneza
Pozycja systematyczna herrerazaura do dziś pozostaje przedmiotem sporów. Klasyfikowano go m.in. jako karnozaura, bazalnego teropoda, prymitywnego zauropodomorfa, bazalnego dinozaura gadziomiednicznego, a nawet wyłączano z dinozaurów. Obecnie większość naukowców uważa go bądź za bazalnego teropoda, bądź za bazalnego dinozaura gadziomiednicznego.

## Historia odkryć
Pierwsze skamieniałości herrerazaura zostały znalezione w 1959 r. przez Victorino Herrerę w okolicy San Juan w Argentynie i opisane w 1963 przez Reiga.
Inne zwierzę odnalezione w tym samym miejscu, nazwane Ischisaurus cattoi, okazało się, że również było herrerazaurem.
Bardziej kompletny szkielet herrerazaura został znaleziony w 1988 r. w Ischigulasto, przez paleontologów Paula Sereno, Fernando Novasa i ich kolegów. Znaleziony okaz został opisany w 1992 r.

## Gatunki
- Herrerasaurus ischigualastensis

## Muzea
- [Instituto Miguel Lillo] – instytut w Tucumán, Argentyna
- [Field Museum] – muzeum w Chicago, USA